# Traugott von Sauberzweig
Traugott Martin Sauberzweig, von Sauberzweig depuis 1913, (né le 28 octobre 1863 à Greiffenberg et mort le 14 avril 1920 à Cassel) est un lieutenant général prussien pendant la Première Guerre mondiale.

## Biographie
Le fils du prédicateur Gustav Sauberzweig, il s'engage le 4 octobre 1881 comme cadet dans le 12e régiment de grenadiers de l'armée prussienne à Francfort-sur-l'Oder. Il y est nommé enseigne le 13 mai 1882 et promu au rang de second lieutenant le 13 février 1883. À partir du 1er octobre 1888, il est adjudant du district de Sorau de la Landwehr pendant trois ans. Après avoir été promu premier-lieutenant le 16 juin 1891, Sauberzweig passe trois ans à l'Académie de guerre à partir du 1er octobre 1891. Il est ensuite muté le 24 juillet 1894 dans le 76e régiment d'infanterie à Hambourg et commandé à partir du 1er avril 1895 pour un an de service au Grand État-Major. Avec sa promotion au grade de capitaine le 19 mars 1896, il fut agrégé au Grand État-Major et finalement incorporé le 18 juillet 1896. Fin octobre 1896, Sauberzweig prit le poste de second officier d'état-major à l'état-major du 11e corps d'armée à Cassel. Du 25 mars 1899 au 17 octobre 1900, il retourna au service des troupes et est nommé chef de la 8e compagnie du 14e régiment d'infanterie à Graudenz. Par la suite, Sauberzweig sert comme premier officier d'état-major à l'état-major général de la 4e division d'infanterie à Bromberg. Le 12 septembre 1902, il est promu Major et le 1er octobre, il est nommé professeur militaire à l'Académie de guerre. Après quatre ans d'enseignement, Sauberzweig est muté à Strasbourg et nommé premier officier d'état-major du 15e corps d'armée. Le 19 novembre 1908, Sauberzweig est transféré à Wittemberg pour rejoindre le 20e régiment d'infanterie (pl). Il est d'abord commandant du 2e bataillon, puis promu lieutenant-colonel le 22 mai 1909 et muté à l'état-major du régiment le 22 mars 1910. Le 21 avril 1911, il est nommé chef d'état-major général du 3e corps d'armée et promu au grade de colonel le 22 avril 1912. En tant que tel, Sauberzweig commande à partir du 4 avril 1913 le 12e régiment de grenadiers, dans lequel il avait commencé sa carrière militaire en 1881.
À l'occasion du 25e anniversaire du règne de l'empereur Guillaume II, Sauberzweig est élevé le 16 juin 1913 à la noblesse prussienne héréditaire pour ses nombreuses années de service.

### Première Guerre mondiale

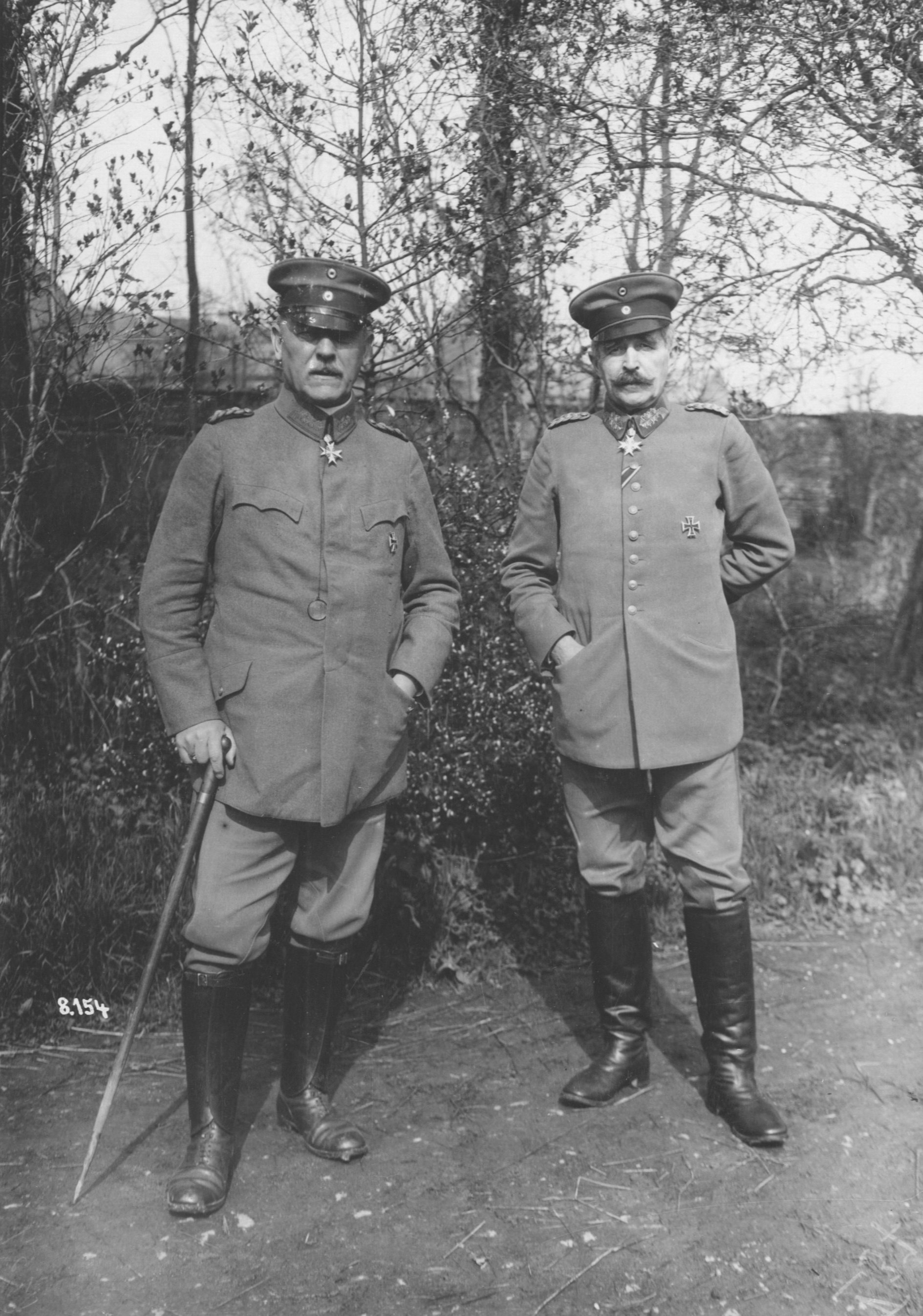
Traugott von Sauberzweig (à droite) en tant que chef d'état-major de la avec le général Oskar von Hutier en avril 1918

Le 1er février 1914, il est nommé chef d'état-major général du 11e corps d'armée. Sauberzweig occupe ce poste même après le déclenchement de la Première Guerre mondiale. Avec cette grande unité, il est d'abord impliqué dans l'invasion de la Belgique neutre et là dans le siège de Namur. Après avoir capturé la ville et la forteresse, le corps est transféré sur le front de l'Est, où il intervient dans la bataille des lacs de Mazurie. Immédiatement après, Sauberzweig fut nommé, le 18 septembre 1914, haut quartier-maître de la 9e armée sous les ordres du colonel général Paul von Hindenburg. Il occupe également ce poste sous le nouveau commandant en chef, le général der Kavallerie August von Mackensen. Dans la période qui suit, Sauberzweig participe aux batailles de Lodz et de Rawka-Bzura et est promu au rang de major général le 24 décembre 1914. Le début de l'année 1915 est marqué par une guerre des tranchées entre-temps, jusqu'à ce que Sauberzweig soit commandé le 24 juillet 1915 au 3e corps de réserve (de) en tant que chef d'état-major général Au même titre, il est passé à l'armée assiégeante de Novogeorgievsk et joue un rôle déterminant dans la planification qui conduit à la chute de la forteresse russe d'importance stratégique. Lors de la conquête, les troupes allemandes capturent plus de 80 000 soldats russes et de grandes quantités de matériel de guerre. Pour cela, Sauberzweig reçoit l'ordre de l'Aigle rouge de 2e classe avec feuilles de chêne et des épées.
Pendant quelques jours après cette opération, Sauberzweig est chargé du commandement adjoint du corps qui a reçu l'ordre d'encercler la forteresse de Grodno. Il est ensuite rappelé du front de l'Est en septembre 1915, muté à Bruxelles et nommé gouverneur militaire. À ce poste il est impliqué notamment dans l'exécution d'Edith Cavell et acquiert une notoriété internationale dans ce contexte. En raison de l'affaire Cavell, Sauberzweig est remplacé. Parmi ceux qui souffrent de sa colère qui a suivi, il y a Herbert Hoover avec sa Commission pour l'Organisation d'aide belge, puisque Sauberzweig a failli interdire l'aide de cette organisation.
Après son remplacement en juin 1916, Sauberzweig est nommé au quartier général et initialement chargé de suppléer le quartier-maître général Hugo von Freytag-Loringhoven. Le 16 novembre 1916, il est nommé chef d'état-major de la 8e armée sur le front de l'Est. Les troupes subordonnées sont principalement engagées dans la guerre des tranchées sur le front de Riga et sont déployées en janvier/février 1917 lors des deux batailles défensives sur l'Aa. À la fin de l'été 1917, les opérations planifiées par Sauberzweig aboutissent à la prise de Riga. Son général commandant, Oskar von Hutier, le propose alors pour l'attribution de l'ordre Pour le Mérite. Par AKO du 6 septembre 1917 Guillaume II décerne à Sauberzweig la plus haute distinction de bravoure prussienne. Trois jours plus tard, il est nommé chef d'état-major général de la 10e armée.
À ce poste, cependant, Sauberzweig n'est actif que pendant trois mois, puisque son ancien commandant général, Oskar von Hutier, l'a sollicité. Hutier est nommé entre-temps commandant en chef du 18e armée sur le front occidental. Sauberzweig reprend là aussi le poste de chef d'état-major général. Pendant l'offensive de printemps allemande, la grande unité participe avec succès dans la percée de la bataille de Saint-Quentin-La Fère et pénètre dans la Somme jusqu'à la ligne Roye-Montdidier. Pour cela, Sauberzweig reçoit les feuilles de chêne du Pour le Mérite le 23 mars 1918. Après que l'offensive allemande se soit enlisée et a dû être interrompue, les troupes subordonnées reprennent la guerre de position. Ce n'est que du 9 au 13 juin 1918 que l'armée passe à nouveau à l'offensive lors de la bataille de Noyon. Après des succès initiaux, les efforts offensifs supplémentaires doivent toutefois être interrompus en raison de l'usure. Sauberzweig est néanmoins décoré de l'étoile de l'ordre de la Couronne de 2e classe. Le 15 juillet 1918, il est promu au rang de lieutenant-général.
En raison d'un problème cardiaque, Sauberzweig doit prendre un long congé de repos à la fin du mois et est donc transféré le 7 août 1918 auprès des officiers de l'armée. Après sa convalescence, il est à nouveau apte au service le 4 novembre 1918 et est utilisé au-delà de la fin de la guerre jusqu'au 27 décembre 1918 en tant que chef de l'état-major général du groupe d'armées Gallwitz. Après la démobilisation du haut commandement, Sauberzweig est ensuite commandant de la 38e division d'infanterie, jusqu'à ce qu'il soit finalement mis à disposition le 5 juillet 1919.